# Dar El Sadaqa
Dar El Sadaqa (دار الصدقة), connue également sous le nom Dar Khoudja El Khayl est un bâtiment historique du XVIIe siècle situé dans la basse Casbah d'Alger, en Algérie. Il s'agit d'un ancien palais reconverti en institution de bienfaisance à l'époque de la régence d’Alger. Ce type d’établissement avait pour vocation d’héberger les orphelins, les nécessiteux et les voyageurs sans ressources, conformément aux traditions caritatives islamiques fondées sur le waqf (fondation pieuse).

## Étymologie
Le nom du palais provient du mot arabe sadaqa (صدقة), qui désigne un don volontaire fait par esprit de piété, généralement à destination des pauvres ou des nécessiteux. En contexte islamique, la sadaqa constitue une forme de charité libre, complémentaire au zakat (aumône obligatoire).
En français, ce terme peut être traduit à la fois par charité dans son sens moral et institutionnel et par aumône, qui insiste davantage sur le don individuel. Ainsi, l'appellation Dar El Ssadaqa (دار الصدقة) signifie littéralement « maison de la charité » ou « palais de l’aumône », selon les traductions. Ce nom reflète la fonction originelle de l’édifice, destiné à l'accueil et à l'assistance des plus démunis dans le cadre des œuvres de bienfaisance liées aux fondations pieuses (waqfs). 
Ce bâtiment était appelé auparavant Dar Khodja El Khayl (en arabe : دار خوجة الخيل). Le terme Khodja El Khayl est d’origine ottomane. Il désignait un fonctionnaire assimilable à un ministre des Transports au sens moderne, chargé de superviser les animaux appartenant aux habitants mais relevant de l'État, ainsi que de veiller à la gestion de l'ensemble des impôts liés aux biens domaniaux.

## Localisation
Le palais se trouve au niveau du quartier Souk-el-Djemâa, bordant la rue des frères Mechri dans la basse Casbah d'Alger, un quartier classé au patrimoine mondial de l'UNESCO depuis 1992. Il est situé à proximité de Dar Hassan Pacha.

## Histoire
Le bâtiment aurait été édifié entre le XVIIᵉ et le XVIIIᵉ siècle, période durant laquelle de nombreux palais, mosquées et institutions religieuses ont vu le jour à Alger sous le patronage de la Régence d'Alger ou de bienfaiteurs privés. Le palais fut acquis au XIXᵉ siècle par le bienfaiteur cheikh Ammar el-Qenaï, qui en fit une propriété waqf (fondation pieuse), pratique consistant à consacrer un bien à une œuvre d'intérêt général. 
Ce type d'infrastructure sociale permettait d’assurer une assistance aux plus démunis, dans une société où l'État s’appuyait fortement sur les fondations religieuses pour organiser l'aide publique. Après la conquête française en 1830, le bâtiment aurait connu divers usages, sans que sa vocation initiale ne soit entièrement effacée de la mémoire collective.
Comme de nombreux bâtiments historiques de la Casbah, Dar El Sadaqa fait partie du patrimoine en péril. Certaines sources signalent qu’il est aujourd’hui fermé au public et nécessite une restauration. Le palais fait toutefois partie des édifices identifiés comme prioritaires dans les projets de sauvegarde de la Casbah menés par les autorités algériennes, avec l'appui de l’UNESCO.
Cependant, le palais abrite aujourd'hui le siège de la fondation Émir Abdelkader, un organisme culturel et éducatif chargé de promouvoir l'œuvre, la pensée et les valeurs de l'émir Abdelkader, figure fondatrice de l'Algérie moderne et symbole de tolérance et de spiritualité.

## Architecture
Le palais respecte les principes traditionnels de l’architecture résidentielle typique d'Alger :
- une cour intérieure centrale servant de cœur de l’édifice ;
- des galeries et des pièces organisées sur trois niveaux ;
- des ouvertures donnant sur l'intérieur pour préserver l'intimité ;
- des matériaux nobles comme le marbre, le bois sculpté et les carreaux de faïence (Zellige).

L'édifice illustre le savoir-faire de l'architecture traditionnelle maghrébine, mêlant éléments mauresques et solutions adaptées aux contraintes climatiques de la région, comme la cour centrale, les galeries ombragées et les matériaux locaux.